# Hafize Sultan
Hafize Hafsa Sultan (Turco ottomano: حفصة سلطان, lett. "colei che custodisce" e "giovane leonessa"; Trebisonda, ante 1494 – Costantinopoli, 10 luglio 1538), figlia di Selim I e della sua favorita Hafsa Hatun. Era quindi sorella di Solimano il Magnifico.

## Origini
Hafize Sultan nacque a Trebisonda, sul mar Nero, dall'allora Şehzade Selim, figlio di Bayezid II e governatore della provincia, e da Hafsa Hatun, favorita di Selim di origini crimee e madre del suo successore Solimano il Magnifico. 
Nel 1512, suo padre divenne sultano, un anno dopo il suo primo matrimonio. Dal momento che suo marito venne nominato Gran Visir, Hafize si trasferì con lui a Costantinopoli.

## Matrimonio
Hafize Sultan si sposò due volte:
- Nel 1511 sposò il Gran Visir Dukaginzade Ahmed Paşa, giustiziato nel 1515.
- Nel 1522 sposò Boşnak Mustafa Paşah. Da questo matrimonio ebbe il suo unico figlio, Sultanzade Kara Osman Şah Paşah.

## Morte
Hafize morì il 10 luglio 1538, a Costantinopoli. Venne sepolta nel mausoleo dei principi nella Moschea di Yavuz Selim.